# الأبوة والأمومة عند المثليين في كندا

الوضع القانوني لتبني المثليين للأطفال حول العالم.
التبني المشترك للأطفال من قبل الأزواج المثليين قانوني
تبني أحد الشريكين للطفل البيولوجي للشريك الآخر قانوني
لا توجد قوانين تسمح بتبني الأزواج المثليين للأطفال

خضعت الأبوة والأمومة عند المثليين والمثليات ومزدوجي التوجه الجنسي والمتحولين جنسيا في كندا لتقدم كبير من حيث القبول القانوني والاجتماعي. يتمتع الأزواج المثليون الذين يرغبون في الأبوة الآن بنفس القدر من الاحتمالات والمسؤوليات وحقوق الأزواج التي يتمتع بها الأزواج المغايرون. في أعقاب تشريع زواج المثليين على المستوى الوطني في عام 2005، زاد عدد عائلات المثليين في كندا زيادة كبيرة، مما مهد الطريق لتطلعات الأزواج المثليين في إنجاب أطفالهم. تتراوح الطرق القانونية لتقنيات التلقيح بالمساعدة للإخصاب عبر التلقيح الصناعي إلى ترتيبات تأجير الرحم.

## خلفية
تم استخدام مصطلح كوير من قبل كمصطلح مهين؛ ولكن في عقد 1990 أعيد اعتماده من قبل نشطاء المثليين وأصبح يستخدم اليوم كمصطلح شامل لوصف الأشخاص من مجتمع الميم. أصبحت الأبوة والأمومة عند المثليين اليوم ممكنة بفضل النشاط الذي بدأ في السبعينيات، عندما ضغط النشطاء من أجل الاعتراف بحقوق الأبوة والأمومة عند المثليين والمثليات. ساعدت التغييرات في القانون والسياسة والوصول إلى تقنيات التلقيح بالمساعدة، والمواقف الاجتماعية الداعمة لذلك على الاعتراف على أفراد الأسر والأقارب بأنهم ذوو قدرات وحقوق كوالدين. أظهرت الدراسات الحديثة أن أطفال المثليين لديهم سمات إيجابية فريدة من نوعها، بما في ذلك على سبيل المثال لا الحصر، مواقف المساواة، وقبول التنوع الاجتماعي، والاحترام العالي للذات العالي.
إن التكاثر البيولوجي خارج العلاقات المغايرة قد طعن في المفهوم الغربي المهيمن على علاقات المألوفة المتمركزة حول الولادة. بالنسبة للكثيرين، أدى هذا إلى تحويل فهم التكاثر خارج إطار العلاقات المغايرة نحو كون الأسرة والأبوة والأمومة كنماذج بالعلاقات. قد تشمل النماذج العائلية (على سبيل المثال لا الحصر) الوالد العازب، الوالدين المقترنين ، الوالدين المشاركين، العلاقات متعددة الزوجات، ومجموعات متعددة.

## الإنجاب البيولوجي
تخضع تقنيات التلقيح بالمساعدة في كندا لقانون الإنجاب البشري بالمساعدة. ينظم هذا القانون الممارسات المتعلقة تقنيات التلقيح بالمساعدة مثل طرق الحمل والأنسجة التناسلية. ينص القانون على أن التمييز أو الامتناع عن المساعدة الإنجابية على أساس التوجه الجنسي أو الحالة الزواجية غير قانوني. بالإضافة إلى ذلك، فإن بعض المقاطعات والأقاليم الكندية تحكم حقوق ومسؤوليات الأطراف المشاركة في المساعدة على الإنجاب. في بعض الحالات، قد تحتاج أسر المثليين إلى استشارة قانونية لهذه الحقوق والمسؤوليات، مما يؤدي إلى تأخر الحمل والتكاليف المرتبطة بها. يجب بدء كل تفاعل مع عيادات التكاثر المساعدة أو عيادات الخصوبة في كندا عن طريق الإحالة من طبيب الأسرة. على الرغم من أن الرعاية الصحية في كندا هي نظام مموّل من قبل القطاع العام، فإن بعض تقنيات التلقيح بالمساعدة لها تكلفة مرتبطة يجب أن يدفعها العملاء، على سبيل المثال تجميد الحيوانات المنوية أو البويضات للاستخدام في المستقبل. قد يواجه الآباء والأمهات من المثليين تحديات إضافية داخل خدمات تقنيات التلقيح بالمساعدة، حيث تم تطوير هذه الخدمات في الأصل لزوجين مغايرين يواجهان صعوبة في الحمل مقارنة بالعائلات التي تحتاج إلى مساعدة في الحمل. قد تشمل التحديات أشكالًا لا تسمح بتحديد الهوية الجندرية بشكل صحيح، والافتراضات المتعلقة بوضع العلاقة وتكوين الأسرة والمستشارين النظاميين وما إلى ذلك.
الطريقتان الأكثر استعمالا للحمل هما الإخصاب و التلقيح الصناعي. تستخدم العائلات التي تختار التكاثر عن طريق التلقيح الحيوانات المنوية الطازجة أو المجمدة لتلقيح الأم البيولوجية التي تستخدم بويضاتها في الحمل. يمكن إدخال الحيوانات المنوية للتلقيح بالقرب من عنق الرحم، وهي عملية يمكن إكمالها في المنزل؛ في بعض الحالات، يتم تلقيح الحيوانات المنوية في الرحم وهو إجراء سريري. يتم تنظيم استخدام الحيوانات المنوية للتلقيح وفي بعض الحالات يكون هناك رسالة إذن من وزارة الصحة الكندية قبل الاستخدام. في الإخصاب في المختبر يستلزم إخصاب البويضة بالحيوانات المنوية خارج الجسم ووضع الجنين المتشكل في رحم الشخص الذي سيحمل الحمل. هنا قد يساهم الوالدان أو الجهات المانحة في الأنسجة البيولوجية، في بعض الحالات، يتم السعي للعثور على أم بديلة (انظر تأجير الأرحام). منذ عام 2004، سمح قانون المساعدة على الإنجاب البشري وقنن تأجير الأرحام غير التجاري، والذي يسمح بالإنفاق على الأمهات البديلات مقابل نفقات مشروعة معينة. يحظر هذا الحظر سوء التصرف (التجاري) في تأجير الأرحام التجاري غير القانوني بموجب القانون الكندي. تقوم وزارة الصحة الكندية وهي المسؤولة عن الصحة العامة الوطنية بوضع لوائح محددة بشأن ما يشكل نفقات قانونية. ومع ذلك، فإن كل من تأجير الأرحام غير التجاري والتجاري غير قانونيين حاليًا في مقاطعة كيبك.
يتم استخدام التكنولوجيا الإنجابية المدعومة من قِبل الآباء المثليين في مجموعة متنوعة من الأساليب. القرارات المتعلقة بمن سينجب  والأنسجة التناسلية التي يمكن اتخاذها على أساس؛ التوجه الجنسي، الهوية الجندرية، تكوين الأسرة، توفر المتبرعين بالبيض، توفر المتبرعين بالحيوانات المنوية، الاعتبارات العرقية/الثقافية، الصحة الإنجابية، والوصول إلى الموارد المالية. هنا يمكن تحقيق مقاربات جديدة لإيجاد علاقات بيولوجية عن طريق اختيار البويضة والحيوانات المنوية المستخدمة، على سبيل المثال استخدام المتبرعين بالحيوانات المنوية والبيض عدة مرات لإنشاء روابط بيولوجية بين الأطفال.

## تسجيل الميلاد
في كندا تسجيل الولادة مطلوب، للوصول إلى شهادة الميلاد و رقم التأمين الاجتماعي. يتم تعيين عمليات تسجيل المواليد بواسطة المقاطعات الفردية وقد تشكل تحديات فريدة لعائلات المثليين. على سبيل المثال، في مقاطعة أونتاريو، يمكن للزوجة المثلية التي تستخدم متبرعًا للحيوانات المنوية لشخص غير معروف وضع كلا اسم الأمين على الشهادة تلقائيًا. إذا تم استخدام الحيوانات المنوية الممنوحة لشخص معروف، على المتبرع أن يعرف أنه يجب أن يفقد حقوقه ويجب على الوالد غير البيولوجي أن يعلن قانونا النسب الثاني أو تبني الوالد الثاني. وهذا يخلق مشكلة في الاعتراف القانوني بالوالد غير البيولوجي، حيث تتحمل الأسرة مسؤولية الرسوم القانونية.

### التطورات الأخيرة
أتاحت الإجراءات القانونية الأخيرة نتائج تدريجية للعائلات التي ترغب في دمج أكثر من والدين في شهادة ميلاد الطفل. في عام 2007، منح قاضٍ في أونتاريو ثلاثة أفراد وضع الوالدين للطفل. تضمنت هذه الحالة زوجتين مثليتين رغبتا في الاعتراف على متبرعهم بالحيوانات المنوية المعروف كوالد. وقد فتح هذا إمكانية تخصيص الوالدين الثلاثة لوضع الأبوة على أساس كل حالة على حدة. يسمح قانون الأسرة الجديد في كولومبيا البريطانية، الذي سُن في مارس 2013، بإدراج ما يصل إلى أربعة آباء في تسجيل المواليد. يسمح القانون للمانحين بتسجيل أنفسهم كوالدين طالما أن المتبرع يوقع على موافقة كتابية قبل الحمل.

## الصحة العقلية للآباء غير البيولوجيين
في حين أن الاعتبارات المتعلقة بالصحة البيولوجية للآباء والأمهات المثليين البيولوجيين في الحمل واضحة للعيان، إلا أنه قد يكون من الصعب تحديد مخاوف الصحة العقلية للآباء والأمهات غير البيولوجيين. غالبًا ما يصارع الوالدان غير البيولوجيين مع المفهوم الاجتماعي بأن دورهم مختلف كثيرًا أو أقل أهمية عن الوالد البيولوجي. هذا التصور السلبي قد يكون مرتبكًا بسبب المواقف المعاد المثليين القائمة. بالإضافة إلى ذلك، قد يؤدي عقم الوالد غير البيولوجي أيضًا إلى تعطيل الارتباط البيولوجي مع الأبوة. هذه المواقف السلبية تجعل الوالد غير البيولوجي معرضًا لخطر نتائج الصحة العقلية السلبية.

## التبني
لدى الآباء المثليين الذين يرغبون في تبني الأطفال في أسرهم 3 طرق متاحة.

### التبني العام
في كندا، تعتبر تشريعات التبني العام والمبادئ التوجيهية وأهلية الآباء فريدة لكل مقاطعة. يجب على الآباء المحتملين التعرف على الممارسات داخل المقاطعة التي ينتمون إليها حيث تختلف معايير الأهلية. لا تتقاضى وكالات التبني العامة الرسوم، رغم أن الآباء قد يكونون مسؤولين عن تكاليف الملحقات. تكلفة العملية عادة ما بين 0-3,000 دولار كندي.

### التبني الخاص
يتم التعامل مع التبني الخاص من خلال وكالات الطرف الثالث الذين يعملون مع الوالدين البيولوجيين لمطابقة الأطفال مع الآباء بالتبني. تكاليف التبني الخاص تتراوح بين 10,000 - 20,000 دولار كندا.

### التبني الدولي
يتم التعامل مع التبني الدولي من خلال الوكالات الموجودة في بلدانهم. باستثناء بعض الوكالات الأمريكية، لا تقبل أي وكالات تبني دولية الآباء المثليين. تكاليف التبني الدولي 25,000 دولار كندي.

## الدعم الاجتماعي
بالنسبة لبعض الأشخاص المثليبن، فإن الكشف عن نية أن يصبحوا آباء يمكن أن يفرضوا اعترافًا اجتماعيًا بهويتهم الجنسية التي ربما لم يسبق أن أقروها للآخرين. في بعض الحالات من العلاقات الشريكة، قد لا يعبر شريك واحد، يطلق عليه اسم "الشريك الصامت"، عن هويته الجنسية. قد يتطلب الشروع في المسار نحو الأبوة الإفصاح عن الميول المثلية من الشريك الصامت. هذه الاعترافات مهمة لإثبات الهوية الفردية لتعزيز بناء المجتمع. في بعض الحالات، يبلغ بعض الآباء عن سنوات لبناء مجتمع داعم للترحيب بالطفل. قد يحيط الأشخاص هنا أنفسهم ب"عائلة الاختيار"، التي تدعم عملية بناء أسرهم وتوفر شعورًا بالانتماء. في بعض الحالات، يمكن للعلاقات الجديدة أن تتبع نهجا جديدا في إعادة تكوين العلاقات العائلية التقليدية، أي كأصدقاء داعمين كبار السن يتصرفون كأجداد. يعد الدعم الاجتماعي أيضًا أمرًا مهمًا عند التفكير في المساعدة على التكاثر البشري حيث أن الاستثمار العاطفي/المادي/المالي يمكن أن يفرض ضرائب، حيث أن وجود شبكة دعم يمكن أن يقلل من أعباء هذه الضغوطات.